# Jiāng (姜)
Jiang is een Chinese en Koreaanse familienaam. In Hongkong wordt deze naam door HK-romanisatie geromaniseerd als Keung. Jiang staat op de 32e plaats in de Baijiaxing. Het staat heden op de 53e plaats van grote Chinese familienamen. Deze familienaam komt vaak voor onder de Han en de Koreanen.
- Koreaans: 강/Kang/Gang

## Oorsprong
De voorouder van de Jiangs kwam oorspronkelijk uit het gebied Tianshui, dat nu in Zuidoost-Gangu (van de provincie Gansu) ligt.

## Bekende personen met de naam 姜

### Han
- Jiang Ziya, persoon uit de Zhou-dynastie
- Jiang Kui, componist
- Jiang Wei, generaal van Shu-Han
- Jiang Wen, acteur en regisseur
- Jiang Wu, acteur
- John Chiang, acteur

### Koreaans
- Kang Jong Sop
- Kang Jang Wook
- Anthony Kang
- Kang Song-san
- Sung Kang
- Julien Kang, acteur en model
- Denis Kang, vechtkunstkenner
- Tim Kang
- Kang Jang Wook
- Kang Hee-chan
- Kang Kyung-nam